# International Partnership of Business Schools
L'International Partnership of Business School (IPBS) è una partnership di otto business school in tutta Europa e in America. Con oltre 1600 studenti la IPBS è la più grande rete universitaria in Europa. Ogni corso si compone di quattro anni di studi, due dei quali vengono eseguiti all'estero. Inclusi negli studi vi è un anno di esperienza pratica, divisa in tre stage. Dopo quattro anni tutti gli studenti sono laureati con una doppia laurea in business e un anno di esperienza lavorativa in almeno due paesi diversi.

## Partners
- Lancaster University, Lancaster, Regno Unito
- Reims Management School, Reims, Francia
- European School of Business, Reutlingen, Germania
- Dublin City University, Dublino, Irlanda
- Università Cattolica del Sacro Cuore, Piacenza, Italia
- Universidad de las Americas Puebla, Puebla, Messico
- ICADE Business School, Universidad Pontificia Comillas, Madrid, Spagna
- Northeastern University, Boston, Stati Uniti d'America